# The Right Clue
The Right Clue è un cortometraggio muto del 1912 diretto da Otis Turner e interpretato da William Robert Daly, William E. Shay e Violet Horner. Prodotto dalla IMP di Carl Laemmle, il film fu distribuito in sala il 2 marzo 1912.

## Produzione
Il film fu prodotto dall'Independent Moving Pictures Co. of America (IMP)

## Distribuzione
Distribuito dalla Motion Picture Distributors and Sales Company, il film - un cortometraggio di circa 182 metri - uscì nelle sale cinematografiche statunitensi il 2 marzo 1912. Nelle proiezioni, veniva programmato con il sistema dello split reel, accorpato in un'unica bobina con un altro cortometraggio della IMP, la commedia Beat at His Own Game, film diretto da Henry Lehrman.